# Gens Galeria
La gens Galeria fu un'antichissima famiglia  patrizia, esistente già ai tempi di Romolo, e probabilmente inclusa nelle cento gentes originarie ricordate dallo storico Tito Livio.

## Origini e Storia
Secondo l'illustre studioso Theodor Mommsen l'antichità di questa famiglia si deduce dal fatto che essa diede il nome ad una delle antiche Tribù Rustiche, l'omonima Tribù Galeria. Come è noto, le tribù rustiche erano formate da Pagi siti su terreni che appartenevano ad antichissime famiglie Patrizie, dalle quali trassero il nome. 
L'origine della gens Galeria era probabilmente sabina, in quanto sembra riconducibile ad un gruppo familiare proveniente dalla zona del Rio Galera, fiume che scorre ad est del Lago di Bracciano, da cui avrebbe preso il proprio nome.
Poiché in epoca storica si trovano esponenti della Gens Galeria soltanto di ceto plebeo, il Mommsen ritiene che la famiglia patrizia originaria si fosse estinta precocemente, lasciando tuttavia il nome alla propria Tribù, divenuta nel 495 a.C. una delle prime 16 tribù rustiche.
In epoca repubblicana le tribù non ebbero più l'originaria valenza territoriale, ma passarono ad indicare a tutti gli effetti il distretto elettorale presso cui ogni cittadino era iscritto ed esprimeva il proprio voto. Dopo la guerra sociale contro gli alleati italici, la cittadinanza romana fu estesa a tutta la penisola a sud del Po (88 a.C.); fu allora iscritta nella tribù Galeria la maggior parte degli irpini (dai centri di Abella, Abellinum, Vibinum, Compsa). Quando la cittadinanza fu estesa alla Cisalpina (l'Italia settentrionale), ricaddero nella Galeria località quali Luna, Genua, Pisae e Velleia (a sud di Placentia).
In età imperiale vi rientrano province quali l'Africa, la Baetica, la Tarraconensis, la Lusitania, e la Lugdunensis.